# CSI: Місце злочину. Маямі
«CSI: Місце злочину. Маямі» (англ. CSI: Miami) — американський телесеріал, що вийшов у партнерстві між канадською медіакомпанією Alliance Atlantis та CBS Television Studios.
«CSI: Місце злочину. Маямі» є спінофом телесеріалу «CSI: Місце злочину» (англ. C.S.I.: Crime Scene Investigation). Пілотним епізодом серіалу став показаний 9 травня 2002 року епізод «Спільне розслідування». Серіал запущено в ефір 23 вересня 2002 року на телеканалі CBS. 8 квітня 2012 року в ефір вийшла остання серія. В 2004 було запущено спіноф серіалу — «CSI: Місце злочину. Нью-Йорк». 2006 року, за результатами опитування, проведеного компанією «Informa Telecoms & Media», серіал «CSI: Місце злочину. Маямі» було названо «Найпопулярнішим у світі ТБ-шоу». Всього в рамках телесеріалу вийшло 10 сезонів, що складаються із 232 епізодів.
Девід Карузо — єдиний актор, який знявся у всіх 232 епізодах телесеріалу.

## Синопсис
Команда криміналістів міста Маямі під керівництвом колишнього сапера Гораціо Кейна (Девід Карузо) розкриває злочини на території курортного мегаполіса.
Знімання серіалу відбувалося, переважно, в Каліфорнії. Криті сцени знімали в студії «Raleigh Manhattan Studios» у Мангеттен-Біч, Каліфорнія. Більшість сцен зняли на Лонг-Біч, Мангеттен-Біч і Редондо-Біч (Каліфорнія).

## У ролях
| Актор              | Персонаж               | Посада                                                   | Сезон              | Сезон              | Сезон              | Сезон              | Сезон               | Сезон               | Сезон               | Сезон               | Сезон               | Сезон              |
| Актор              | Персонаж               | Посада                                                   | 1                  | 2                  | 3                  | 4                  | 5                   | 6                   | 7                   | 8                   | 9                   | 10                 |
| ------------------ | ---------------------- | -------------------------------------------------------- | ------------------ | ------------------ | ------------------ | ------------------ | ------------------- | ------------------- | ------------------- | ------------------- | ------------------- | ------------------ |
| Девід Карузо       | лейтенант Гораціо Кейн | криміналіст 3-го рівня / Керівник лабораторії            | Постійний персонаж | Постійний персонаж | Постійний персонаж | Постійний персонаж | Постійний персонаж  | Постійний персонаж  | Постійний персонаж  | Постійний персонаж  | Постійний персонаж  | Постійний персонаж |
| Емілі Проктер      | детектив Келлі Дюкейн  | криміналіст 3-го рівня / Заступник керівника лабораторії | Постійний персонаж | Постійний персонаж | Постійний персонаж | Постійний персонаж | Постійний персонаж  | Постійний персонаж  | Постійний персонаж  | Постійний персонаж  | Постійний персонаж  | Постійний персонаж |
| Адам Родрігес      | детектив Ерік Делко    | криміналіст 3-го рівня                                   | Постійний персонаж | Постійний персонаж | Постійний персонаж | Постійний персонаж | Постійний персонаж  | Постійний персонаж  | Постійний персонаж  | Періодична участь   | Постійний персонаж  | Постійний персонаж |
| Джонатан Того      | детектив Раєн Вульф    | криміналіст 3-го рівня                                   |                    |                    | Постійний персонаж | Постійний персонаж | Постійний персонаж  | Постійний персонаж  | Постійний персонаж  | Постійний персонаж  | Постійний персонаж  | Постійний персонаж |
| Рекс Лінн          | сержант Френк Тріпп    | детектив відділу вбивств поліції Маямі                   | Періодична участь  | Періодична участь  | Періодична участь  | Періодична участь  | Постійний персонаж  | Постійний персонаж  | Постійний персонаж  | Постійний персонаж  | Постійний персонаж  | Постійний персонаж |
| Єва Ларю           | Наталія Буа Віста      | криміналіст 1-го рівня                                   |                    |                    |                    | Періодична участь  | Постійний персонаж  | Постійний персонаж  | Постійний персонаж  | Постійний персонаж  | Постійний персонаж  | Постійний персонаж |
| Омар Бенсон Міллер | Волтер Симмонс         | криміналіст 1-го рівня                                   |                    |                    |                    |                    |                     |                     |                     | Постійний персонаж  | Постійний персонаж  | Постійний персонаж |
| Кім Ділейні        | лейтенант Меган Доннер | криміналіст 3-го рівня / Заступник керівника лабораторії | Постійний персонаж |                    |                    |                    |                     |                     |                     |                     |                     |                    |
| Рорі Кокрейн       | детектив Тім Спідл     | криміналіст 3-го рівня                                   | Постійний персонаж | Постійний персонаж | Постійний персонаж |                    |                     | Запрошений персонаж |                     |                     |                     |                    |
| Софія Мілош        | детектив Еліна Салас   | детектив відділу вбивств поліції Маямі                   | Періодична участь  | Періодична участь  | Постійний персонаж |                    | Запрошений персонаж | Запрошений персонаж | Запрошений персонаж |                     |                     |                    |
| Ханді Александр    | доктор Алекс Вудс      | патологоанатом                                           | Постійний персонаж | Постійний персонаж | Постійний персонаж | Постійний персонаж | Постійний персонаж  | Постійний персонаж  | Запрошений персонаж | Запрошений персонаж |                     |                    |
| Мегалін Ечиканвоке | доктор Тара Прайс      | патологоанатом                                           |                    |                    |                    |                    |                     |                     | Постійний персонаж  |                     |                     |                    |
| Едді Сібріан       | Джессі Кардоза         | криміналіст 2-го рівня                                   |                    |                    |                    |                    |                     |                     |                     | Постійний персонаж  | Запрошений персонаж |                    |

## Огляд
| Сезон          | Епізоди        | Епізоди        | Оригінальний показ | Оригінальний показ |
| Сезон          | Епізоди        | Епізоди        | Перший показ       | Останній показ     |
| -------------- | -------------- | -------------- | ------------------ | ------------------ |
| Backdoor pilot | Backdoor pilot | Backdoor pilot | 9 травня 2002      | 9 травня 2002      |
| 1              | 24             | 24             | 23 вересня 2002    | 19 травня 2003     |
| 2              | 24             | 24             | 22 вересня 2003    | 24 травня 2004     |
| 3              | 24             | 24             | 20 вересня 2004    | 23 травня 2005     |
| 4              | 25             | 25             | 19 вересня 2005    | 22 травня 2006     |
| 5              | 24             | 24             | 18 вересня 2006    | 14 травня 2007     |
| 6              | 21             | 21             | 24 вересня 2007    | 19 травня 2008     |
| 7              | 25             | 25             | 22 вересня 2008    | 18 травня 2009     |
| 8              | 24             | 24             | 21 вересня 2009    | 24 травня 2010     |
| 9              | 22             | 22             | 3 жовтня 2010      | 8 травня 2011      |
| 10             | 19             | 19             | 25 вересня 2011    | 8 квітня 2012      |

## Нагороди та номінації
| Рік  | Нагорода                      | Категорія                                                          | Номінант                                 | Результат | Виноски |
| ---- | ----------------------------- | ------------------------------------------------------------------ | ---------------------------------------- | --------- | ------- |
| 2003 | Еммі                          | Краща режисура                                                     |                                          | Перемога  |         |
| 2003 | Еммі                          | Краще звукове редагування музики для телесеріалу                   |                                          | Номінація |         |
| 2003 | ACS Awards                    | За видатні досягнення в галузі кінематографії                      | пілотний епізод «Спільне розслідування»  | Перемога  |         |
| 2003 | BMI Film & TV Awards          | BMI TV Music Award                                                 |                                          | Перемога  | [ 5 ]   |
| 2003 | Вибір народу                  | Улюблена нова ТБ драма                                             |                                          | Перемога  |         |
| 2003 | Молодий актор                 | Краще виконання в драматичному серіалі                             | Запрошений молодий актор (Раджа Фінск)   | Номінація |         |
| 2003 | Молодий актор                 | Краще виконання в драматичному серіалі                             | Запрошений молодий актор (Сет Едкінс)    | Номінація |         |
| 2004 | BMI Film & TV Awards          | BMI TV Music Award                                                 |                                          | Перемога  | [ 6 ]   |
| 2004 | Motion Picture Sound Editors  | Краще звукове редагування музики для телебачення                   | епізод «Гран Прі»                        | Номінація |         |
| 2004 | Молодий актор                 | Краще виконання в телесеріалі                                      | Запрошений молодий актор (Сара Пекстон)  | Номінація |         |
| 2005 | ASCAP                         | Кращий телесеріал                                                  |                                          | Перемога  |         |
| 2005 | BMI Film & TV Awards          | BMI TV Music Award                                                 |                                          | Перемога  | [ 7 ]   |
| 2005 | Image Awards                  | Видатна актриса драматичного серіалу                               | Ганді Олександр                          | Перемога  |         |
| 2005 | Imagen Foundation Awards      | Кращий актор другого плану                                         | Адам Родрігес                            | Номінація |         |
| 2005 | Motion Picture Sound Editors  | Краще звукове редагування музики для телебачення                   | епізод «Зниклий син»                     | Номінація |         |
| 2005 | Motion Picture Sound Editors  | Краще звукове редагування музики для телебачення повна форма       | епізод «Злочинна хвиля»                  | Перемога  |         |
| 2005 | Молодий актор                 | Краще виконання в драматичному серіалі                             | Запрошений молодий актор (Алекс Блек)    | Номінація |         |
| 2006 | ASCAP                         | Кращий телесеріал                                                  |                                          | Перемога  |         |
| 2006 | Image Awards                  | Кращий драматичний серіал                                          |                                          | Номінація |         |
| 2006 | Image Awards                  | Видатна актриса драматичного серіалу                               | Ганді Олександр                          | Номінація |         |
| 2006 | Imagen Foundation Awards      | Краща актриса другого плану                                        | Єва Ларю                                 | Номінація |         |
| 2006 | Motion Picture Sound Editors  | Краще звукове редагування музики для телебачення (скорочена форма) | епізод «Міські відморозки»               | Номінація |         |
| 2006 | Motion Picture Sound Editors  | Краще звукове редагування музики для телебачення (скорочена форма) | епізод «Три шляхи»                       | Номінація |         |
| 2007 | Еммі                          | Найкраща постановка трюків                                         |                                          | Перемога  |         |
| 2007 | Еммі                          | Краще звукове редагування музики для телесеріалу                   |                                          | Номінація |         |
| 2007 | California on Location Awards | Асистент локейшин-менеджера року                                   |                                          | Перемога  |         |
| 2007 | Motion Picture Sound Editors  | Краще звукове редагування музики для телебачення (скорочена форма) | епізод «Ріо»                             | Перемога  |         |
| 2007 | ACS Awards                    | За видатні досягнення в галузі кінематографії                      | епізод «Темна кімната»                   | Номінація |         |
| 2007 | Image Awards                  | Видатна актриса драматичного серіалу                               | Ганді Олександр                          | Номінація |         |
| 2007 | Imagen Foundation Awards      | Краща актриса другого плану                                        | Єва Ларю                                 | Номінація |         |
| 2007 | Motion Picture Sound Editors  | Краще звукове редагування музики для телебачення                   | епізод «Визнання, як воно є»             | Номінація |         |
| 2008 | BMI Film & TV Awards          | BMI TV Music Award                                                 |                                          | Перемога  | [ 8 ]   |
| 2008 | ACS Awards                    | За видатні досягнення в галузі кінематографії                      | епізод «З-під варти»                     | Номінація |         |
| 2008 | ALMA Awards                   | Видатний актор драматичного телесеріалу                            | Адам Родрігес                            | Номінація |         |
| 2008 | Молодий актор                 | Краще виконання в телесеріалі                                      | Запрошений молодий актор (Коул Петерсен) | Номінація |         |